# Nadleśnictwo Legnica
Nadleśnictwo Legnica – jednostka organizacyjna Lasów Państwowych podległa Regionalnej Dyrekcji Lasów Państwowych we Wrocławiu. Siedziba nadleśnictwa znajduje się w Legnicy, w województwie dolnośląskim.
Nadleśnictwo obejmuje Legnicę, większość terytorium powiatu legnickiego, część powiatów jaworskiego, lubińskiego, polkowickiego i złotoryjskiego oraz niewielki fragment powiatu średzkiego.

## Historia
Do 1945 tutejsze lasy były głównie własnością dużych majątków ziemskich (58%). Pozostałą cześć stanowiły lasy prywatne drobnych właścicieli (20%), lasy państwowe (12%) oraz miejskie (10%).
W 1945 powstały nadleśnictwa Pątnów i Trzmiel. W 1959 w ich miejsce utworzono nadleśnictwa Legnica i Prochowice, połączone w jedno nadleśnictwo Legnica w 1973.

## Ochrona przyrody
Na terenie nadleśnictwa znajduje się sześć rezerwatów przyrody:
- Błyszcz
- Brekinia
- Łęg Korea
- Ponikwa
- Torfowisko Kunickie
- Zimna Woda.

## Drzewostany
Typy siedliskowe lasów nadleśnictwa (z ich udziałem procentowym):
- bór mieszany świeży 36,65%
- las mieszany świeży 28,43%
- las świeży 13,22%
- las łęgowy 7,05%
- las wilgotny 6,29%
- las mieszany wilgotny 4,29%
- bór mieszany wilgotny 1,98%
- pozostałe <1%

Gatunki lasotwórcze lasów nadleśnictwa (z ich procentowym udziałem powierzchniowym):
- sosna 65,62%
- dąb 21,21%
- olcha 3,75%
- brzoza 3,69%
- jesion 1,80%
- pozostałe 3,93%

Przeciętna zasobność drzewostanów nadleśnictwa wynosi ponad 270 m³/ha, a przeciętny wiek 64 lata.